# Олимпиакос (футбольный клуб, Волос)
«Олимпиако́с» Волос греч. Αθλητικός Σύλλογος Ολυμπιακός Βόλου 1937 — профессиональный греческий футбольный клуб из города Волос. Основан в 1937 году. Домашний стадион — муниципальный стадион Волоса. Основные клубные цвета — красный и белый.

## История
По итогам сезона 2010/11 клуб впервые квалифицировался в Лигу Европы УЕФА 2011/2012.
28 июля 2011 года решением дисциплинарного комитета Греческой Суперлиги клуб дисквалифицирован из еврокубков и отправлен во второй дивизион за причастность к договорным матчам. Однако впоследствии клуб смог опротестовать это решение и был оставлен в греческой Суперлиге на следующий сезон (должен был начать турнир, имея −10 очков). Но потом дело дошло до правительства, которое отправило клуб вообще в четвёртый дивизион. К тому моменту он уже успешно провёл в Лиге Европы 4 матча, но был исключен после 3-го квалификационного раунда. Клуб отказался от участия в 4-й лиге, а на следующий сезон всё-таки был принят во 2-ю.

## Достижения
- В высшем национальном дивизионе клуб играл в следующих сезонах: 1967/68, 1969/70, 1971/72, 1973/74, 1974/75, 1975/76, 1988/89, 1989/90, 2010/11.
- Победитель Футбольной лиги: 1961/62, 1966/67 (группа 2), 1970/71 (группа 3), 2009/10.
- Победитель Футбольной лиги 2: 1998/99 (север), 2018/19 (группа 4).
- Победитель Дельта Этники: 2006/07.